# Palaeomolis pomona
Palaeomolis pomona är en fjärilsart som beskrevs av Otto Staudinger 1897. Palaeomolis pomona ingår i släktet Palaeomolis och familjen björnspinnare. Inga underarter finns listade i Catalogue of Life.